# Maxim Reality
Кіт Палмер (Keith Palmer)(21 березня 1967) — краще відомий як Максим (Maxim) чи Максим Ріеліті (Maxim Reality), музикант гурту Prodigy.

## Ранні роки
Народився 21 березня 1967 року. Вчився в середній школі у Пітерборо (Peterborough, North-Cambridgeshire) імені Джека Ханта («Jack Hunt»). У рідному містечку Максима набував популярність стиль регі, і старший брат Максима був досить відомим МС — Старкі Бен Тен, від нього Максим і навчився мистецтву говорити під музику.  З дитинства придумував вірші та тексти пісень. Як і Ліам пройшов через хіп-хоп та брейк-денс, але зостався вірним регі — це його улюблена музика, яку він любить не стільки за бас і біт, як за місце відведене для розкриття таланту МС. В 17 років вперше виступив на сцені клубу в місті Бейсінгстоук. З того часу Максим присвятив себе музиці. Вчився на майстера-електронника. Пізніше, об’єднавшись з музикантом на ім’я Ян Шервуд створив дует „Максим Реаліті та  Шик Ян Грув”, через свій експериментальний стиль цей дует досить сильно розширив кругозір Максима. Після цього в житті майбутнього МС пройшло багато чого — як і Кіт, він мандрує по Європі та Північній Африці, переїжджає до Лондона.

## The Prodigy
Максим часто згадує одну подію, яка відбулася з ним — він їхав у автобусі і дивна бабуся підійшла і запропонувала поворожити йому на долоні. Максим погодився і вона сказала йому, що в майбутньому молодий чоловік буде говорити з тисячами людей і вони будуть його уважно слухати. Коли Максима запросили до Prodigy він згодився, дуже погано представляючи собі рейв, на основі того одного рейву в якому він брав участь, і який закінчився поліцейською облавою. Він думав провести у складі Prodigy пару концертів, але йому так сподобалося виступати, що він став постійним учасником. Вперше з’явившись на альбомі «Experience» Максим згодом з’являється і на синглі Poison — і його вокал стає стандартною фішкою групи. Максим є голосом групи в прямому сенсі цього слова. Він керує концертом та публікою, співає в багатьох ключових композиціях групи, його голос за своєю силою дорівнює приблизно 100 децибелам. Максим каже що бути МС, це його покликання, і якби його доля не склалася так він все одно був би МС. 

## Соло кар'єра
Перший його соло сингл вийшов в 1994 на вайт лейблі під ім’ям Grim Reaper тиражем 500 копій. Після виходу двох синглів «Carmen Queasy» (вокал для пісні записала Скін, солістка Skunk Anansie) та «Scheming» (цього разу Максиму допомагала Тріна Ален (Trina Allen), 2 жовтня 2000 року відбувся реліз сольного альбому «Hell's Kitchen», 1 червня 2004 вийшов сингл „Survivor”, а 29 березня 2005 вийшов альбом «Fallen Angel».

## Особисте життя
Одружений, має декількох дітей. Поважає людей на кшталт Нельсона Мандели, але не має ідолів. 24 години на добу віддає групі. Максим — доволі суперечлива особистість (навіть для такої групи, як Prodigy) — наприклад, свого часу він ходив у шотландських спідницях (казав, що йому так зручно) та у славнозвісних „котячих” лінзах (казав, що йому подобається лякати людей). Він говорить, що в житті Кіт Палмер та Максим Реаліті — різні люди: Кіт скромний та сором’язливий, а Максим це той кого ми бачимо на сцені. На підготовку до концерту Максим витрачає приблизно три години (для порівняння — Флінт витрачає декілька хвилин).